# Bellingcat
Bellingcat är en grävande journalistgrupp från Nederländerna som specialiserar sig på faktakontroll och open source intelligence.
Bellingcat drivs i form av en stiftelse och grundades 15 juli 2014 av den brittiske journalisten och före detta bloggaren Eliot Higgins. Gruppen publicerar resultaten av både professionella och medborgarjournalisters undersökningar om krigsområden, kränkningar av mänskliga rättigheter och organiserad brottslighet. Webbplatsen publicerar också guider och fallstudier.
Bellingcat har bland annat tilldelats London Press Clubs Prize for Digital Journalist of the Year 2019, två Emmy Awards 2021 tillsammans med CNN, WIN WIN Gothenburg Sustainability Award 2023, samt Olof Palmepriset 2024 för sin journalistik.